# Girona (metropolitana di Barcellona)
Girona è una stazione della Linea 4 della metropolitana di Barcellona situata sotto la calle Consell de Cent nel distretto dell'Eixample di Barcellona.
La stazione fu inaugurata nel 1973 come parte dell'antica Linea IV, con il nome di Gerona. Nel 1982 con la riorganizzazione dei numeri delle linee, cambiò nome in Girona, (forma catalana di Gerona) e divenne una stazione della Linea 4.